# Veksjön, Lappland
Veksjön är en sjö i Dorotea kommun i Lappland och ingår i Ångermanälvens huvudavrinningsområde. Sjön har en area på 0,957 kvadratkilometer och ligger 267,7 meter över havet. Sjön avvattnas av vattendraget Veksjöbäcken.

## Delavrinningsområde
Veksjön ingår i det delavrinningsområde (713488-151790) som SMHI kallar för Mynnar i Näsån. Medelhöjden är 277 meter över havet och ytan är 16,28 kvadratkilometer. Det finns ett avrinningsområde uppströms, och räknas det in blir den ackumulerade arean 25,05 kvadratkilometer. Veksjöbäcken som avvattnar avrinningsområdet har biflödesordning 4, vilket innebär att vattnet flödar genom totalt 4 vattendrag innan det når havet efter 221 kilometer. Avrinningsområdet består mestadels av skog (70 procent) och sankmarker (18 procent). Avrinningsområdet har 1,07 kvadratkilometer vattenytor vilket ger det en sjöprocent på 6,6 procent.